# Milovan Raković
Milovan Raković (Užice, 18. veljače 1985.) srbijanski je profesionalni košarkaš. Igra na poziciji centra, a trenutačno je član ruskog Spartak Sankt Peterburga. Izabran je u 2. krugu (60. ukupno) NBA drafta 2007. od strane Dallas Mavericksa, međutim naknadno je zamijenjen u Orlando Magic za Antonija Terryja i novčanu naknadu. Trenutačno je član ruskog prvoligaša Spartak Sankt Peterburga. 

## Vanjske poveznice
- Profil na NBA.com
- Profil na FIBA Europe.com